# Senegalia pennata
Senegalia pennata, llamada cha-om en tailandés, es una especie del género Senegalia nativa de Asia meridional y oriental. Las hojas y los tallos tiernos se consumen como legumbre.

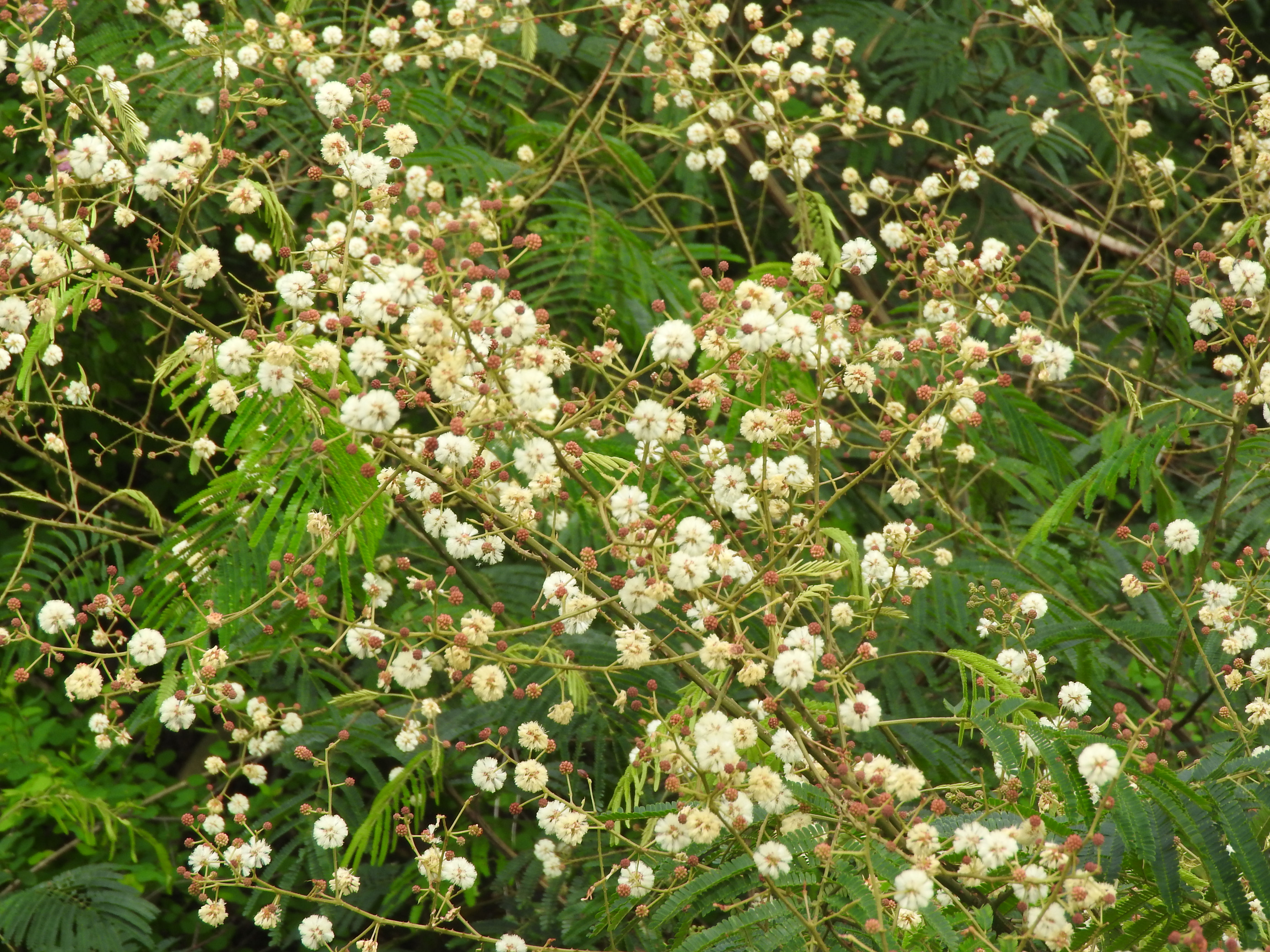
Inflorescencias

## Descripción
Es un arbusto trepador que puede llegar a los 20 metros de altura anclando sus zarcillos espinosos en las plantas circundantes. Sus hojas son suaves, pinnadas y con prefoliación circinada. Las inflorescencias surgen en panículas con flores de color blanco cremoso. Las vainas, características de la familia Fabaceae, son largas y delgadas.

## Distribución y hábitat
Nativa del Asia meridional y oriental, se distribuye también por Indonesia y el noroeste de Australia. Habita en bosques, junto a cursos de agua y en fondos de barrancos a altitudes superiores a 1500 m s. n. m.

## Usos

### Culinario

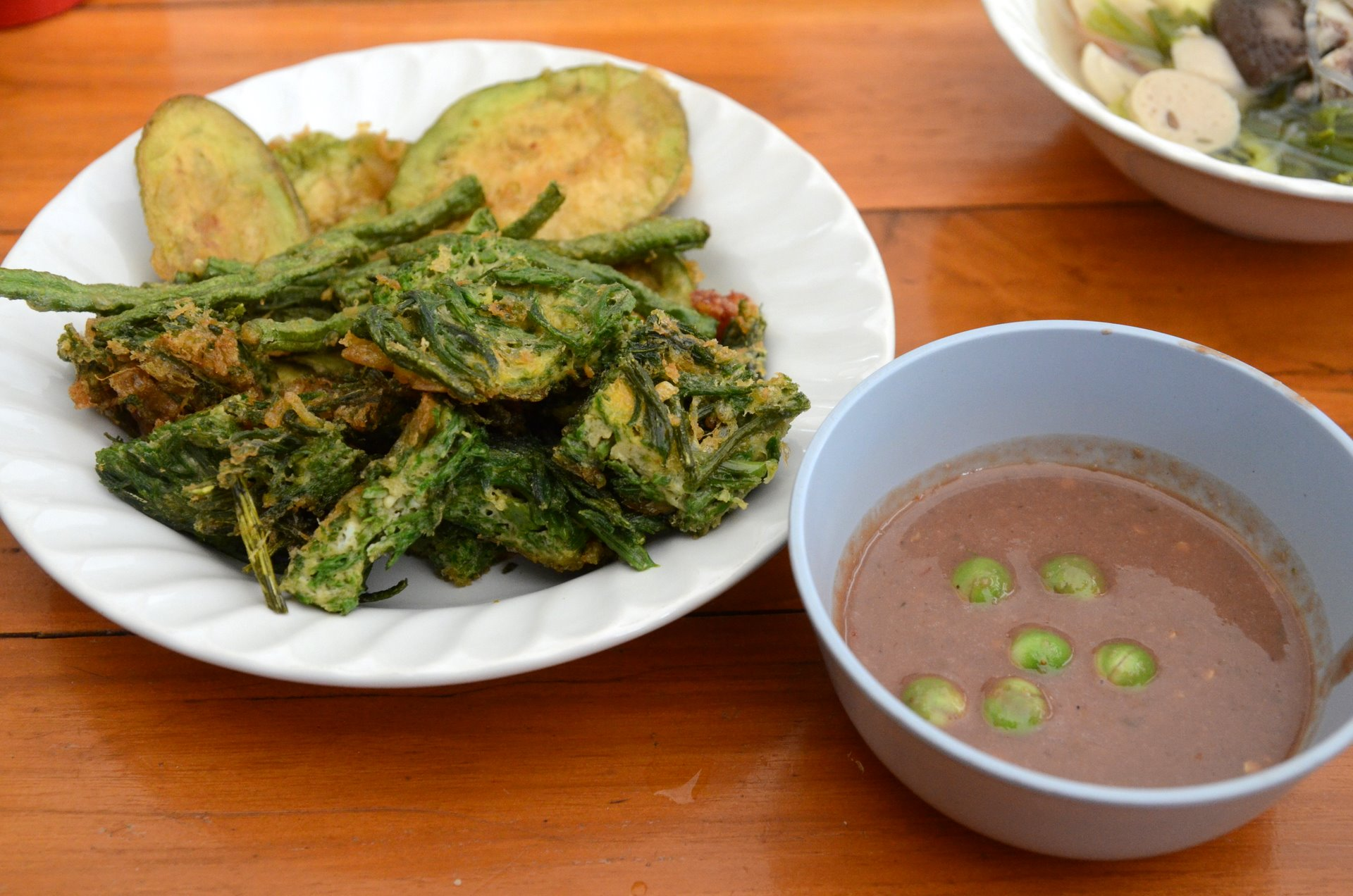
Cocina tailandesa; Hojas de Cha-om fritas con Nam phrik kapi

En Manipur, India, se utiliza la Senegalia pennata para preparar comidas tradicionales como el

Kaang-hou (un preparado de verduras fritas), "Eromba" y varios más. Los habitantes de la zonas llaman a esta planta khangkhuh.
En Birmania, Camboya, Laos, Indonesia y Tailandia, los brotes de Senegalia pennata se consumen en sopas, currys, tortillas francesas y salteados. Los brotes comestibles se recolectan antes de que se desarrollen completamente y se vuelvan duros.
En Tailandia del sur, en la cocina Cha-om los brotes se comen crudos junto a ensaladas "Thai", como el Tam Mamuang (ensalada de mango), y es uno de los ingredientes del curry "Kaeng khae". En Tailandia central e Isan usualmente se hierve o fríe. Los trozos de tortilla francesa Cha-om son uno de los ingredientes usuales del Nam phrik pla thu (Pescado crudo con salsa de chile tailandés) y se usa comúnmente en el  "Kaeng som", un curry amargo tailandés.

### Otros usos
Se utiliza para formar setos. La madera, de color marrón rojizo, porosa y de dureza media, se utiliza para algunos trabajos de ebanistería. La corteza, con un 90% de tanino, se utiliza para curtir redes. Las hojas y corteza tienen propiedades medicinales.